# Béthanie
Pour les articles homonymes, voir Béthanie (homonymie).
Ne doit pas être confondu avec Béthanie-au-delà-du-Jourdain.

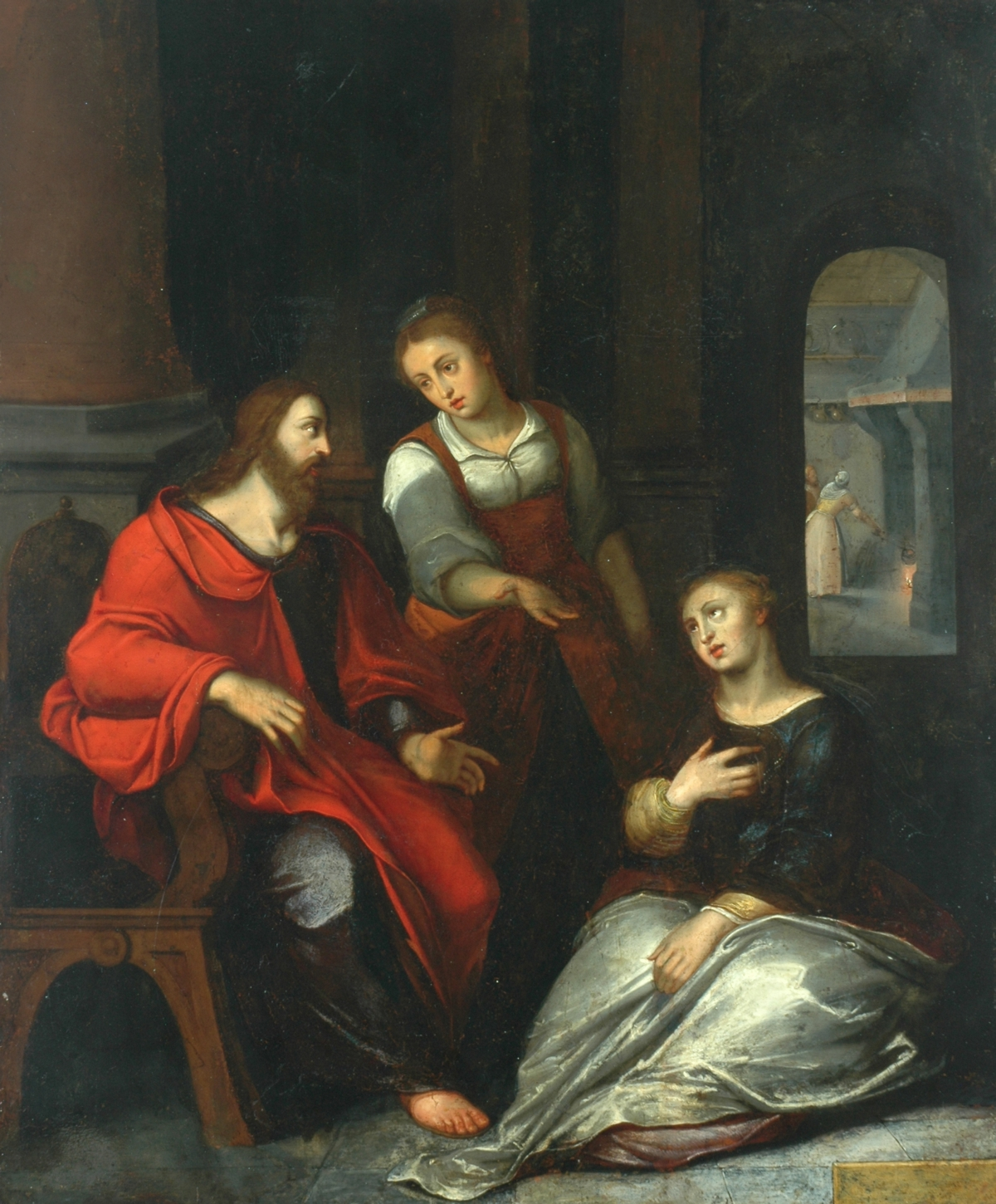
Marthe et Marie accueillant Jésus à Béthanie (Otto van Veen)

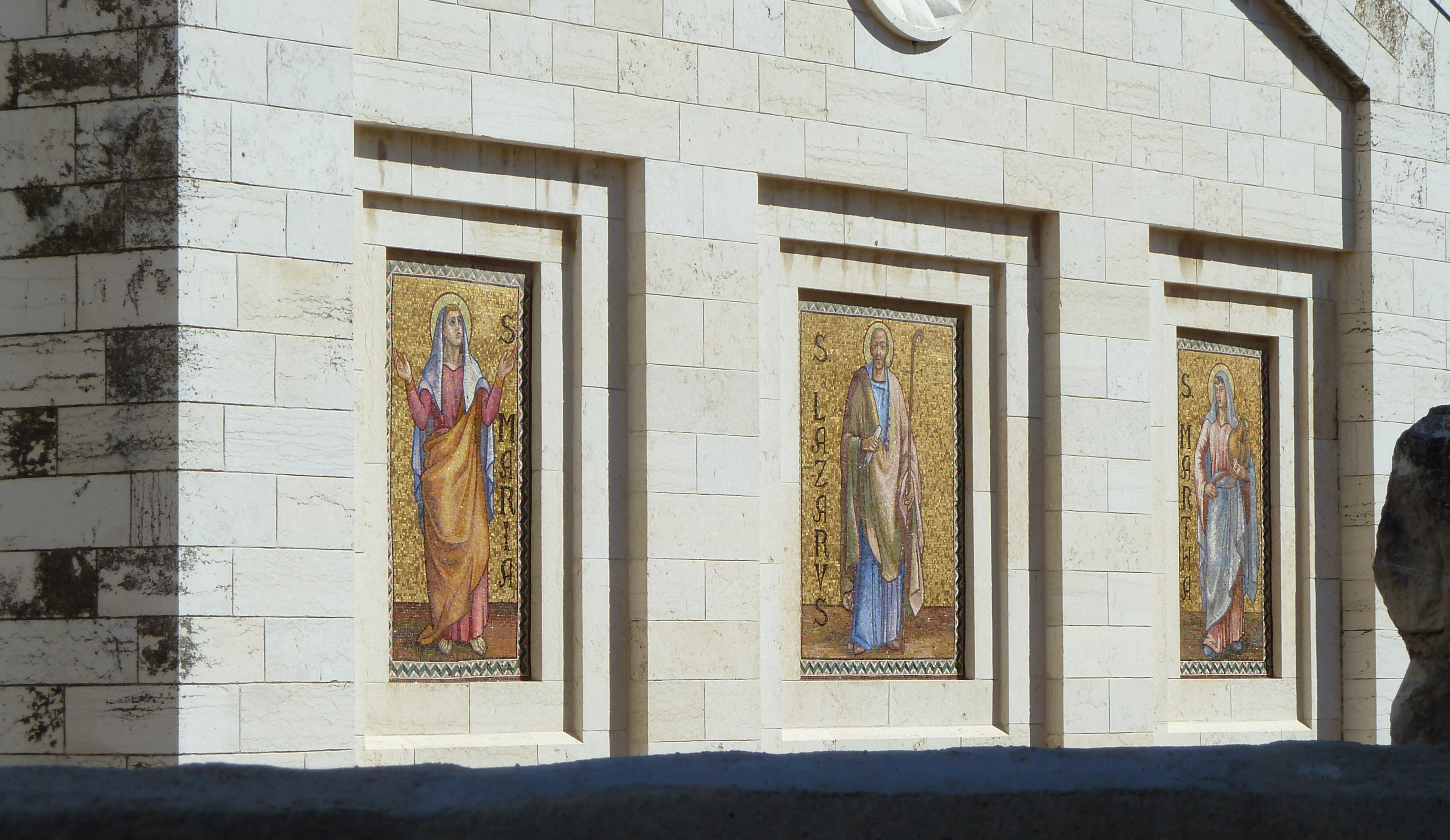
Mosaïques de Marie, Lazare et Marthe sur la façade de l'église catholique à Béthanie.

Béthanie (de l'hébreu Beth-Ananiah) est un village de Judée où habitent les proches de Jésus, Marthe, Marie et Lazare. L'Évangile selon Jean le situe à « quinze stades » de Jérusalem (Jn 11:18). 
C'est à Béthanie que se déroulent : la résurrection de Lazare, la réception de Jésus par Simon le Lépreux, l'onction et l'ascension de Jésus.

## Dans le Nouveau Testament
Évangile selon Matthieu 26,6-13 : (Onction de Béthanie) Comme Jésus se trouvait à Béthanie dans la maison de Simon le lépreux, une femme s’approcha, portant un flacon d’albâtre contenant un parfum de grand prix. Elle le versa sur la tête de Jésus, qui était à table. Voyant cela, les disciples s’indignèrent en disant : « À quoi bon ce gaspillage ? On aurait pu, en effet, vendre ce parfum pour beaucoup d’argent, que l’on aurait donné à des pauvres. » Jésus s’en aperçut et leur dit : « Pourquoi tourmenter cette femme ? Il est beau, le geste qu’elle a fait à mon égard. Des pauvres, vous en aurez toujours avec vous, mais moi, vous ne m’aurez pas toujours. Si elle a fait cela, si elle a versé ce parfum sur mon corps, c’est en vue de mon ensevelissement. Amen, je vous le dis : partout où cet Évangile sera proclamé – dans le monde entier –, on racontera aussi, en souvenir d’elle, ce qu’elle vient de faire. »
L'Évangile selon Jean y situe la résurrection de Lazare : Jésus, étant arrivé, trouva que Lazare était déjà depuis quatre jours dans le sépulcre. Et, comme Béthanie était près de Jérusalem, à quinze stades environ, beaucoup de Juifs étaient venus vers Marthe et Marie, pour les consoler de la mort de leur frère. (Jean 11,17-19)
Dans l'Évangile selon Luc, Béthanie est également le lieu où se produit l'Ascension de Jésus au ciel : « Puis il les emmena jusque vers Béthanie et, levant les mains, il les bénit. Et il advint, comme il les bénissait, qu'il se sépara d'eux et fut emporté au ciel. Pour eux, s'étant prosternés devant lui, ils retournèrent à Jérusalem en grande joie, et ils étaient constamment dans le Temple à bénir Dieu » (Lc 24,50 à 53).

## Histoire

### Époque byzantine
Eusèbe de Césarée cite ce village vers 330 comme étant celui de Lazare. Le pèlerin de Bordeaux à la même époque en 333 écrit qu'il a vu le tombeau où Lazare a trouvé son dernier repos. Saint Jérôme, en 390, donne le plus de précisions en traduisant l'Onomasticon d'Eusèbe. Il ne traduit pas exactement la phrase d'Eusèbe qui précise que la tombe de Lazare est à Béthanie ; il écrit : « Une nouvelle église construite à cet endroit conserve sa mémoire. »
L'église nouvelle du Lazarium (ou Lazarion en grec) est donc attestée vers 390 dans l'Onomasticon de saint Jérôme. En 383 Égérie décrit la station liturgique (ch. 29) à ciel ouvert. Celle-ci contenait une crypte avec un tombeau, qui se visite de nos jours : la tombe de Lazare sur laquelle a été construite une basilique et le monastère qui jouxte celle-ci. La tradition de cette tombe de Lazare, qui donne sur l'atrium de la basilique du Lazarium, est tardive, si bien que la « grotte de Béthanie ne doit pas, selon toute vraisemblance, être considérée comme un lieu de culte judéo-chrétien »
Les fouilles de 1949 découvrent un sol de riches mosaïques aux formes géométriques et aux entrelacs remarquables de couleurs ocre, brun et noir sur fond blanc. L'église de plan basilical à trois ailes, de 18 mètres de largeur, se trouve à l'est du site. Elle comporte deux sacristies de chaque côté, séparées par des colonnes de pierre rose de Bethléem et s'ouvrant en ailes, qui servent ainsi à renforcer l'église. Les colonnes étaient d'ordre corinthien, comme le montrent des restes de feuilles d'acanthe. Un atrium se trouve au milieu et le tombeau à l'ouest du site. Les pierres sont de même nature que celles de la basilique constantinienne de la Nativité à Bethléem et celles de l'absides sont liées par un liant de mortier similaire à celui utilisé pour le théâtre romain de Césarée. L'autel était sans doute sigmatique, comme il était fréquent à l'époque. Une porte se trouvait au nord, comme l'atteste le seuil retrouvé. Des jarres et une douzaine de lampes à huile byzantines sont trouvées sur le site.
Cette église est détruite vraisemblablement par un tremblement de terre, car il y a des signes d'écroulement, et une nouvelle église est construite au Ve ou VIe siècle.
Les pèlerins Daniel et Sæwulf la décrivent au XIIe siècle. Elle est modifiée par les croisés.
L'église qui se visite à côté est une reconstruction sur une partie du plan de l'église byzantine.

### Royaume de Jérusalem
La reine Mélisende de Jérusalem et sa sœur cadette, l'abbesse Yvette de Béthanie, y font construire une abbaye.

## Réutilisation du nom

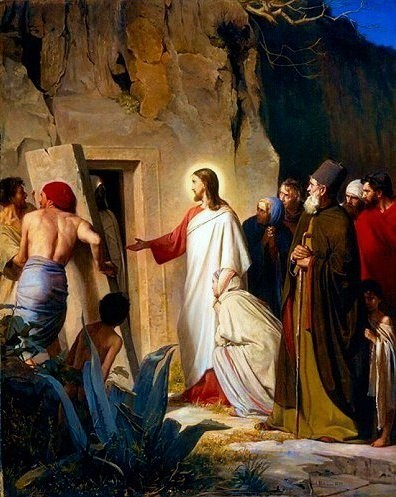
Résurrection de Lazare (Carl Heinrich Bloch)

La portée symbolique du miracle de la résurrection de Lazare a répandu le nom de Béthanie, qui a été réutilisé pour beaucoup d'œuvres, de villes et de lieux-dits. Le nom même qui dérive de l'hébreu Beth-ani, maison de l'Affliction (Domus Adflictionis, en latin, traduit par saint Jérôme) laisse entendre que le village était une halte pour les pèlerins en marche vers Jérusalem. Les malades et les nécessiteux y étaient soignés, comme l'indique l'épisode de Simon de Béthanie qui était lépreux.
Certains historiens suggèrent que Béthanie était un endroit d'arrêt privilégié des Galiléens avant d'arriver à Jérusalem, après avoir pris la route du midi à l'est du Jourdain évitant ainsi de traverser des terres peuplées de Samaritains, et prenant ensuite les hautes routes par Jéricho.
Ce nom est associé aux œuvres de charité envers les personnes en difficulté.